# Ruppiaceae
Ruppiaceae é uma família de plantas pertencente à ordem Alismatales, é constituída apenas pelo género Ruppia. Poucos taxonomistas a reconhecem, entretanto, é reconhecida pelo sistema APG II, de 2003, e inserida na ordem Alismatales, no clado das monocotiledóneas.
As rupiáceas tem hábito herbáceo, aquáticas, dividido em 7 espécies. É uma planta aquática com incidência em quase todas as costas continentais do planeta.

## Diversidade morfológica
Praticamente cosmopolita, com um único gênero, a quantidade de espécies varia conforme o autor indicando de 1 a 10 espécies. Alguns estudos apontam para 7 espécies, tendo até mesmo o próprio gênero incluído em Potamogetonaceae. São comuns em águas salinas, com índice de salinidade de 0,3% a 28%, ou água doce com altas concentrações de enxofre e cálcio iônicos, não sendo encontrada em águas oceânicas (salinidade ≥ 36%).

## Morfologia
- Hábitos: ervas aquáticas, perenes ou anuais que pode formar grandes pradarias em algumas regiões com clima subtropical.
- Raiz: diâmetro entre 0,5-0,8mm, cilíndrico, coloração esbranquiçada, e internós 1 à 2cm; nós com 1-2 raízes;
- Folhas: verdes, uninérveas, alternas ou opostas, bainha distalmente abertas e expandidas em sua base, com 10-15 mm de comprimento, lâmina 60-100mm × 0,3-0,5mm de comprimento;
- Flores: bissexuais, aclamídeas (sem cálice ou corola), pouco desenvolvidas; estames duplos com apêndices na base; anteras com 2 tecas, de tamanho entre 0,5-1mm, semi ou totalmente sésseis, gineceu apocárpico e unilocular, inflorescência biflora, axilar e com até 4 flores, com tamanho variado de 0,6-1 × ca.0,5mm, acobertado na frutificação;
- Fruto: semente sem endosperma; drupídeos 3-4, ovoides longamente estipitados, assimétricos, dorsalmente arredondados, 1,5-2 × 1-1,5mm, rostro apical 0,4-1mm, sustentados por estípite 6-14mm, o conjunto sustentado por pedúnculo do tipo podógino, com 5-15mm de comprimento.

A família é caracterizada pela epiderme, sendo o principal tecido fotossintético e particularidade na polinização. Suas tecas se abrem abruptamente quando entra em contato com a água, liberando os grãos de pólen como jangadas, que navegam randomicamente pela água. Há autofecundação, mas predomina a fecundação cruzada. Seu filo ascende de Alimastales, ordem de plantas monocotiledôneas da classe Lilopsida caracterizada como plantas herbáceas não suculentas aquáticas.
No único gênero da espécie, Ruppia, com apenas uma espécie consolidada, R. maritima L.s.l., podendo ser a única espécie do gênero, podendo ser inclusas outras 3 ou 6 espécies no grupo, além de si. A classificação mais atual descreve 7 espécies desse gênero.

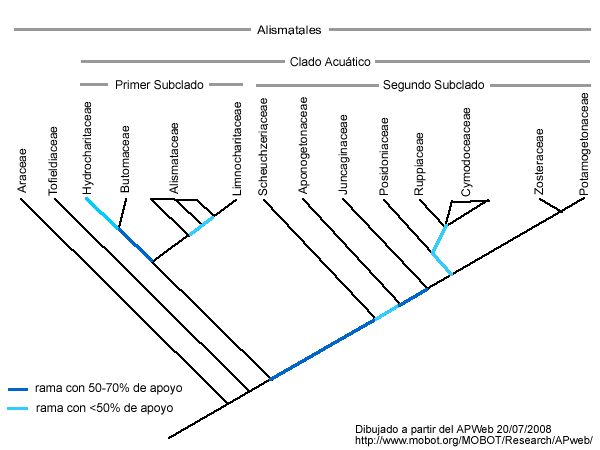
Cladograma Alismatales, o qual compõe Ruppiaceae.

## Espécies
Considerando o estudo mais recente feito por Yu Ito, de 2016, foram descritas 7 espécies, predominantemente encontradas no continente africano, Austrália, e de duas espécies cosmopolitas.
Ruppia Maritima L. - praticamente cosmopolita
Ruppia cirrhosa (R. spiralis L. ex. Dumort.) - praticamente cosmopolita
Ruppia polycarpa - África do Sul
Ruppia occidentalis - África do Sul
Ruppia megacarpa - Austrália
Ruppia tuberosa - Austrália
Ruppia rostellata - Gana

## Reprodução
Sexuada, com fecundação cruzada. Plantas hermafroditas (flores bissexuais), havendo possibilidade de autofecundação. Seus frutos são dispersados por aves ou pela corrente d’água.

## Espécies brasileiras
Há a ocorrência de apenas de uma espécie no litoral brasileiro, Ruppia maritima L.

## Domínio e estados de ocorrência
Distribuição ampla no litoral brasileiro. Estende-se desde Piauí, no nordeste brasileiro, ao litoral do Rio Grande do Sul, no sul do país, em águas calmas, lagos, estuários e pântanos.